# Buffetia retinaculum
Buffetia retinaculum е вид коремоного от семейство Helicarionidae. Видът е уязвим и сериозно застрашен от изчезване.

## Разпространение
Разпространен е на Остров Норфолк.